# Вишенька (гміна)
Ґміна Вішенка (пол. Gmina Wiszenka) — колишня (1934—1939 рр.) сільська ґміна Грудецького повіту Львівського воєводства Польської республіки (1918—1939) рр. Центром ґміни було село Вішенка.

1 серпня 1934 р. було створено ґміну Вішенка у Грудецькому повіті. До неї увійшли сільські громади: Лєлєхувка, Майдан, Вальддорф, Верешица і Вішенка.

У 1939 році територія була зайнята СРСР і ґміна ввійшла до складу Львівської області.